# Xorret de Catí
Xorret de Catí é uma zona rural de montanha da Comunidade Valenciana, Espanha. Situa-se na província de Alicante, localizada entre as localidades de Castalla e Petrer, a uns 1 100 metros de altitude.
Xorret significa chorrito em valenciano, tomando o nome de uma pequena fonte da rambla do Puça ou dos Moinho. A zona encontra-se na serra do Fraile, com uma altura máxima de 1 261 metros, em ocasiões também chamada Serra de Catí, localizada um pouco ao norte da serra do Cid e ao oeste da serra do Maigmó.
Pode-se aceder tanto desde Petrer como desde Castalla. A vegetação é típica mediterrânea, com predominio de pinales e carrascas, e arbustos como o tomilho, lavanda, aliaga, salvia e genista.

## Ciclismo
A estrada que sobe desde Castalla é um porto de montanha muito duro, famoso no ciclismo de Espanha, pelas chegadas da Volta a Espanha à cume de Xorret. O porto tem um comprimento de quatro quilómetros, com um desnivel de 437 metros e rampas de até 22% de desnível.
Tem sido final de etapa em seis ocasiões. Os ganhadores das etapas e os corredores que saíram líderes da carreira de Xorret foram:
| Edição | Ganhador           | Líder              |
| ------ | ------------------ | ------------------ |
| 1998   | José María Jiménez | José María Jiménez |
| 2000   | Eladio Jiménez     | Alex Zülle         |
| 2004   | Eladio Jiménez     | Floyd Landis       |
| 2009   | Gustavo Veloso     | Alejandro Valverde |
| 2010   | David Moncoutié    | Igor Antón         |
| 2017   | Julian Alaphilippe | Chris Froome       |